# Boophis sambirano
Boophis sambirano is een kikker uit de familie gouden kikkers (Mantellidae). De soort werd voor het eerst wetenschappelijk beschreven door Miguel Vences en Frank Glaw in 2005. De soort behoort tot het geslacht Boophis.

## Leefgebied
De kikker is endemisch in Madagaskar. De soort komt voor in het noordwesten van het eiland en leeft op een hoogte van 280 tot 1300 meter boven zeeniveau.

## Beschrijving
Mannetjes hebben een lengte van 21 tot 24 millimeter. De rug is groen met gele refelcties. De buik is lichtgroen en het is mogelijk om de organen erdoorheen te zien.